# Per-Olof Wedin
Per-Olof Wedin, född 1955, är en svensk företagsledare. Han var mellan åren 2011-2019 VD och koncernchef för Sveaskog. Han kom närmast från Svevia, som tidigare hette Vägverket Produktion. Wedin var VD där från 2007. Innan dess hade Wedin chefsposter i Stora Enso och andra skogsbolag.